# Anna Matysiak (aktorka)
Anna Matysiak (ur. 21 kwietnia 1989 w Warszawie) – polska aktorka teatralna i filmowa.

## Filmografia

### Filmy fabularne
| Rok  | Tytuł                   | Rola                                     |
| ---- | ----------------------- | ---------------------------------------- |
| 2011 | Listy do M.             | Majka Lisiecka, córka Kariny i Szczepana |
| 2013 | Oszukane                | Kinga, przyjaciółka Natalii              |
| 2015 | Listy do M. 2           | Majka Lisiecka, córka Kariny i Szczepana |
| 2017 | Listy do M. 3           | Majka Lisiecka, córka Kariny i Szczepana |
| 2019 | Proceder                | Julia, była dziewczyna Tomasza Chady     |
| 2019 | Futro z misia           | koleżanka córki Janusza                  |
| 2021 | Krime story. Love story | policjantka Basia                        |
| 2025 | Lifting                 | Eliza                                    |

### Seriale
| Rok       | Tytuł             | Rola                     | Uwagi                       |
| --------- | ----------------- | ------------------------ | --------------------------- |
| 2009–2010 | Tancerze          | Luiza Rybarczyk          |                             |
| 2012      | Hotel 52          | Daria                    | odc. 70–74, 76, 78          |
| 2012      | Lekarze           | Kasia Słowik             | odc. 6                      |
| 2012      | Misja Afganistan  | Lola                     | odc. 3–4, 13                |
| 2012      | Przepis na życie  | Sara                     | odc. 38–39                  |
| 2013      | Komisarz Alex     | Anna Wójcik              | odc. 29                     |
| 2013      | Prawo Agaty       | Kasia, studentka Agaty   | odc. 43–45                  |
| od 2014   | Klan              | Anna Ramona Szymańska    |                             |
| 2014–2016 | Na dobre i na złe | Roksana „Roksi” Sztajman | odc. 583–586, 588, 599, 627 |
| 2016      | Bodo              | Mimi                     | odc. 6                      |
| 2018      | Barwy szczęścia   | „Kiksa”                  | odc. 1814, 1815             |
| 2021–2022 | Komisarz Mama     | aspirant Roma Mazur      |                             |
| 2023      | Emigracja XD      | Drohomila „Dudu”         | odc. 8                      |